# Diocesi di Sarepta
La diocesi di Sarepta (in latino Dioecesis Sareptena) è una sede soppressa e sede titolare della Chiesa cattolica.

## Storia
Sarepta, identificabile con Sarafand nell'odierno Libano, è un'antica sede vescovile della provincia romana della Fenicia Prima nella diocesi civile d'Oriente. Faceva parte del patriarcato di Antiochia ed era suffraganea dell'arcidiocesi di Tiro, come attestato da una Notitia episcopatuum del VI secolo.
Di questa antica diocesi tuttavia non è noto alcun vescovo, così come riportano sia Le Quien (Oriens christianus in quatuor Patriarchatus digestus) sia Gams (Series episcoporum Ecclesiae Catholicae).
In epoca crociata, Sarepta fu sede di una diocesi di rito latino. Le Quien vi attribuisce un solo vescovo, Rodolfo di Mérencourt, che attorno al 1214/1215 fu eletto patriarca latino di Gerusalemme.
Dal XIV secolo Sarepta è annoverata tra le sedi vescovili titolari della Chiesa cattolica; la sede è vacante dal 29 giugno 1977.

## Cronotassi

### Vescovi latini
- Radolfo † (? - 1214/1215 ? nominato patriarca di Gerusalemme)

### Vescovi titolari
- Dietrich Kagelwit, O.Cist. † (18 dicembre 1346 - 23 maggio 1351 nominato vescovo di Schleswig)
- Tommaso, O.Praem. † (1349 - 1378)
- Bartolomeo di Dorpat, O.E.S.A. † (24 marzo 1390 - ? deceduto)
- Jacobus de Ockenbroge, O.F.M. † (14 settembre 1391 - ?)
- Venceslao † (? deceduto)
- Jaroslaus de Bezmyrz, O.F.M. † (17 luglio 1394 - ?)
- Jacques de Varenis, O.F.M. † (12 settembre 1435 - ? deceduto)
- Nicolas Thomas Moes, O.F.M. † (26 luglio 1437 - ? deceduto)
- Guillaume Vasseur, O.P. † (23 ottobre 1448 - 1476 deceduto)
- Egidio Barbitonsoris, O.F.M. † (3 aprile 1476 - ?)
- Baudoin Villain, O.F.M. † (11 maggio 1506 - ?)
- Nicolas Bureau, O.F.M. † (2 dicembre 1519 - 1551 deceduto)
- Guglielmo Onorio de Hauwere † (27 aprile 1552 - 1560 deceduto)
- Luc Jacques † (10 marzo 1561 - 26 ottobre 1674 deceduto)
- Johannes Kaspar Stredele † (15 dicembre 1631 - 28 dicembre 1642 deceduto)
- Wojciech Ignacy Bardziński † (28 gennaio 1709 - 1722 deceduto)
- Charles-Antoine de la Roche-Aymon † (11 giugno 1725 - 2 ottobre 1730 confermato vescovo di Tarbes)
- Johann Anton Wallreuther † (5 marzo 1731 - 16 gennaio 1734 deceduto)
- Jean de Cairol de Madaillan † (28 gennaio 1760 - 29 gennaio 1770 nominato vescovo di Vence)
- Jean-Denis de Vienne † (18 dicembre 1775 - prima del 22 dicembre 1800 deceduto)
- Alois Jozef Krakovský z Kolovrat † (22 dicembre 1800 - 15 marzo 1815 nominato vescovo di Hradec Králové)
- Johann Heinrich Milz † (19 dicembre 1825 - 29 aprile 1833 deceduto)
- Johann Stanislaus Kutowski † (1º febbraio 1836 - 29 dicembre 1848 deceduto)
- Franz Xaver Zenner † (17 febbraio 1851 - 29 ottobre 1861 deceduto)
- Nicholas Power † (30 aprile 1865 - 5 aprile 1871 deceduto)
- Jean-François Jamot † (3 febbraio 1874 - 11 luglio 1882 nominato vescovo di Peterborough)
- Antonio Scotti † (25 settembre 1882 - 15 gennaio 1886 nominato vescovo di Alife)
- Paul Palásthy † (4 maggio 1886 - 24 settembre 1899 deceduto)
- Filippo Genovese † (17 dicembre 1900 - 16 dicembre 1902 deceduto)
- Joseph Müller † (30 aprile 1903 - 21 marzo 1921 deceduto)
- Edward Doorly † (16 marzo 1923 - 17 luglio 1926 succeduto vescovo di Elphin)
- Pietro Doimo Munzani † (13 agosto 1926 - 16 marzo 1933 nominato arcivescovo di Zara)
- François-Louis Auvity, P.S.S. † (2 giugno 1933 - 14 agosto 1937 nominato vescovo di Mende)
- Francesco Canessa † (4 settembre 1937 - 14 gennaio 1948 deceduto)
- John Francis Dearden † (13 marzo 1948 - 22 dicembre 1950 succeduto vescovo di Pittsburgh)
- Athanasios Cheriyan Polachirakal † (31 dicembre 1953 - 27 gennaio 1955 nominato eparca di Tiruvalla)
- Luis Andrade Valderrama, O.F.M. † (9 marzo 1955 - 29 giugno 1977 deceduto)